# Wolf Lepenies
Wolf Lepenies, né le 11 janvier 1941 à Allenstein (maintenant Olsztyn, Pologne), est un sociologue et politologue allemand.

## Biographie

### Jeunesse et études
Lepenies a grandi à Coblence, où sa famille a émigré après la Seconde Guerre mondiale. Il étudie la sociologie et la philosophie à l’université de Münster, dont il sort diplômé avec mention en 1967. Il obtient son habilitation à diriger des recherches (Privatdozent) à l’université libre de Berlin en 1970. 

### Parcours professionnel
Il voyage à l’étranger, d’abord à la Maison des sciences de l’homme à Paris puis à l’université de Princeton. En 1984, il rejoint le Wissenschaftskollegs de Berlin avant de devenir professeur de sociologie à l’Université libre de Berlin. Il obtient le Prix Humboldt. Il effectue de nombreux séjours à Princeton pour y mener des recherches. En 1986, il succède à Peter Wapnewski en tant que président du Wissenschaftskollegs avant que Dieter Grimm prenne sa suite en 2001. 
Sous l'impulsion de Pierre Bourdieu qui a salué la publication de l'ouvrage Les Trois Cultures, il est invité en 1991 par le Collège de France à venir occuper pendant une année la « chaire européenne », créée deux ans plus tôt. Il y donnera un cours intitulé « Les intellectuels et la politique de l'esprit dans l'histoire européenne» dont la leçon inaugurale a été publiée en 1992. 
En 2003, il est élu membre de l'Académie des arts de Berlin. En 2006 il devient professeur émérite.
Il est par ailleurs depuis 2004 membre du comité de lecture de la maison d’édition Axel Springer AG.
Son ouvrage Les Trois Cultures étudie les conséquences de l'émergence de la sociologie sur l'espace littéraire et la lutte que sociologie et littérature se sont menées pour affirmer leur primauté dans la connaissance du monde social. Il explore en particulier les résistances opposées par la droite nationaliste et catholique à Durkheim et ses condisciples dans la conquête d'une position institutionnelle.

## Distinctions
- Commandeur de l'ordre royal de l'Étoile polaire (Suède)

## Critiques et recensions
- Michel Espagne, Les Trois Cultures, de Wolf Lepenies, Romantisme, Année 1991, Volume 21, Numéro 73, pp. 124–125.
- André Martinet, Les trois cultures. Entre science et littérature, l'avènement de la sociologie, de Wolf Lepenies, La Linguistique, Vol. 27, Fasc. 2 (1991), pp. 139–141.
- Giovanni Busino, « Lepenies : entre l'histoire et la sociologie », Revue européenne des sciences sociales, T. 30, No. 93, Ainsi va la Sociologie Aujourd'Hui (1992), pp. 243–247.
- Frédérique Brutus, Les trois cultures. Entre science et littérature, l'avènement de la sociologie, de Wolf Lepenies, Pôle Sud, Année 1994, Volume 1, Numéro 1, pp. 121–126.
- Claude Mouchard, Les Trois Cultures — entre science et littérature, l'avènement de la sociologie. Die drei Kulturen. Soziologie zwischen Literatur und Wissenschaft, de Wolf Lepenies, Littérature, No. 102, Échos et traces (Mai 1996), pp. 119–124.
- Luca Corchia, Sull'opera Melanconia e società di Wolf Lepenies, in The Lab's Quarterly/Il trimestrale del laboratorio, 2, 2007, ss. 36.
- Nicole Ramognino, « À propos de l’ouvrage Auguste Comte. Le pouvoir des signes de Wolf Lepenies », Esprit critique.